# Kaspar Deutschenbaur

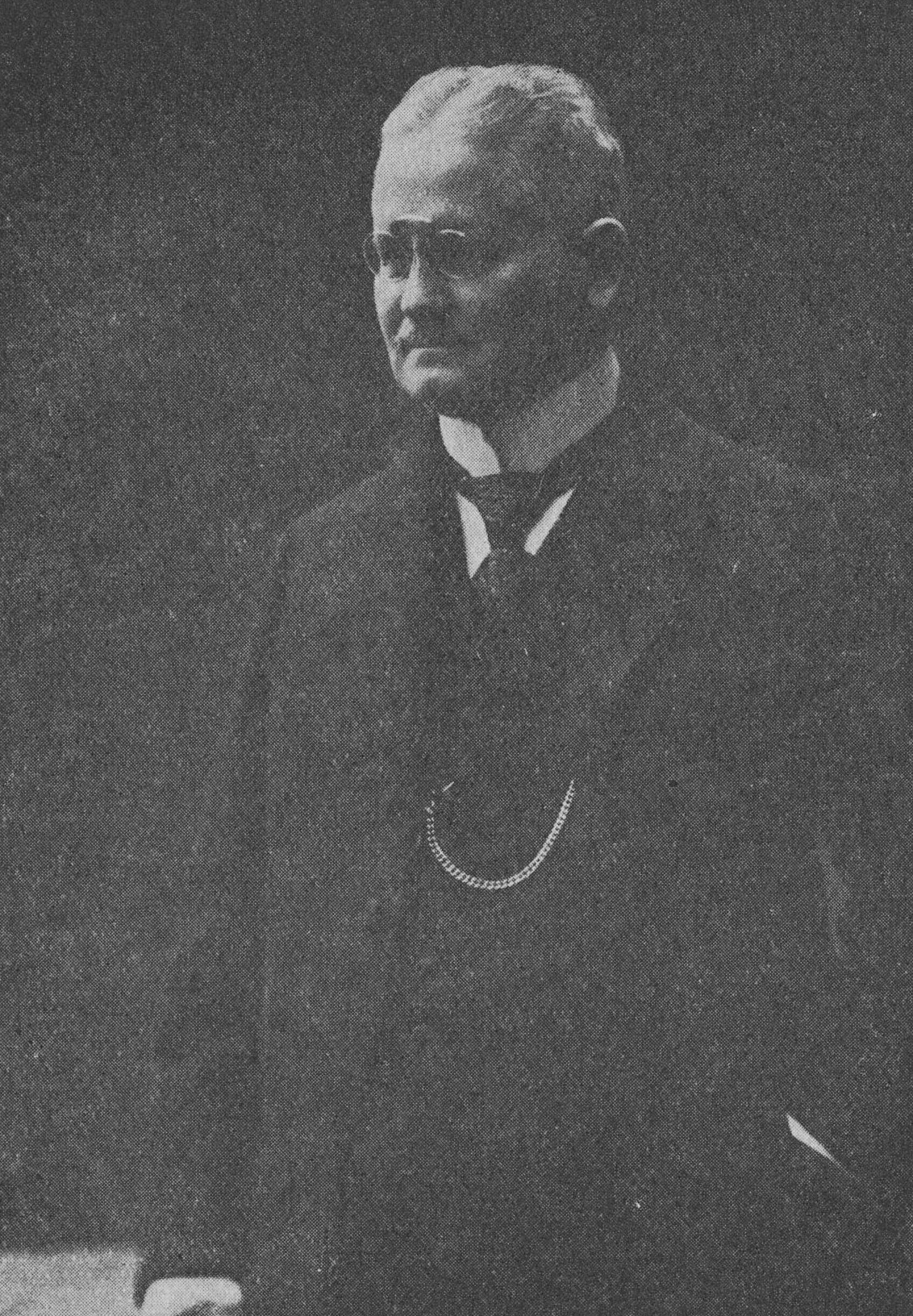
Kaspar Deutschenbaur, um 1926

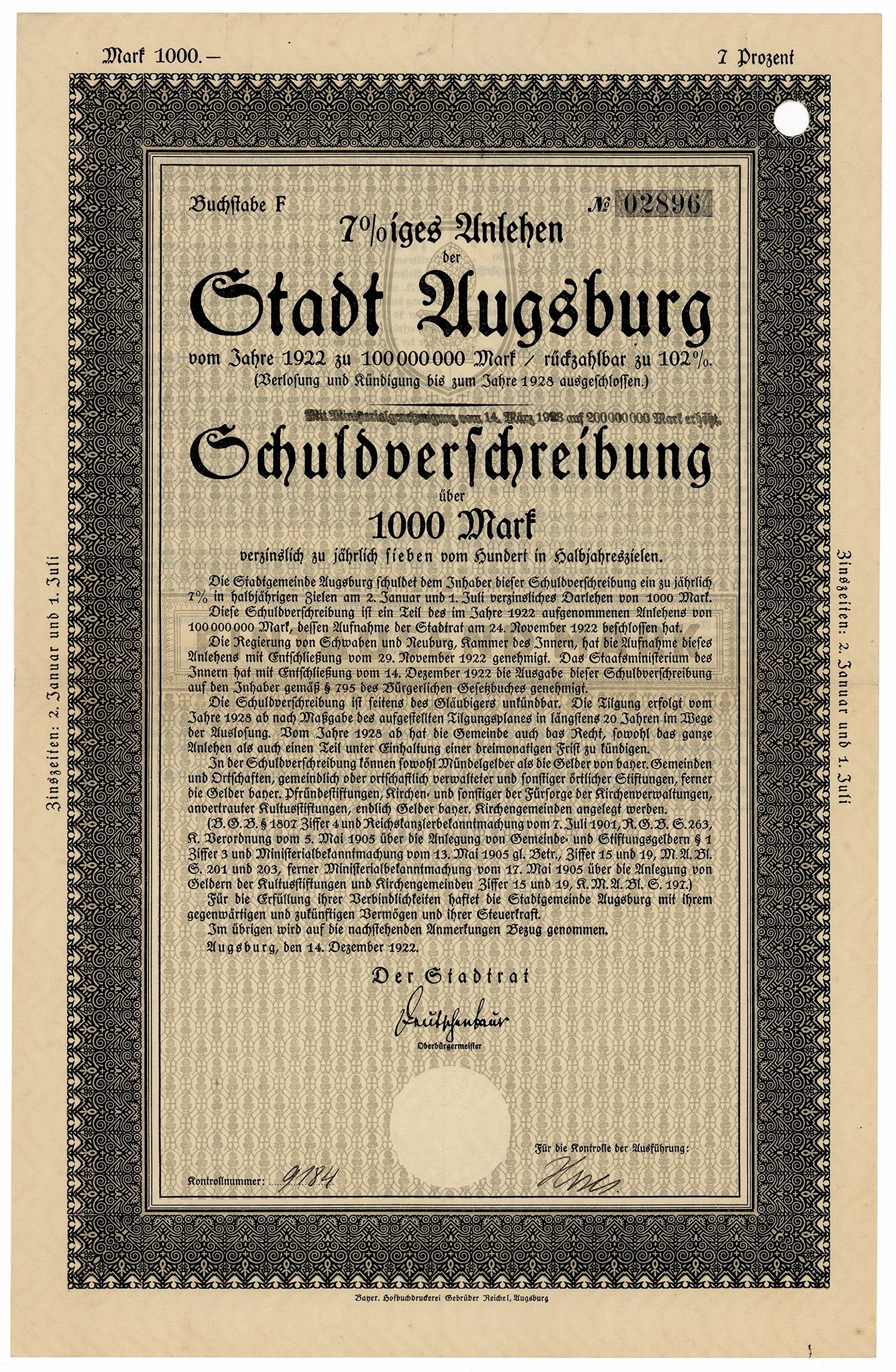
Anleihe der Stadt Augsburg vom 14. Dezember 1922 mit Unterschrift von Oberbürgermeister Deutschenbaur.

Kaspar Deutschenbaur, auch Caspar Deutschenbaur (* 1. November 1864 in Schwabmünchen; † 23. November 1950 in Dießen am Ammersee) war ein deutscher Politiker. Er war von 1919 bis 1929 Oberbürgermeister der Stadt Augsburg und gehörte der Bayerischen Volkspartei an. 

## Leben
Deutschenbaur war der Sohn des Bäckers und Hoteliers Kaspar Deutschenbaur. Er besuchte das Gymnasium bei St. Stephan und studierte anschließend Jura in München. Während seines Studiums wurde er Mitglied des Akademischen Gesangvereins München. Er wurde 1892 rechtskundiger Polizeikommissar in Augsburg und wurde 1897 berufsmäßiger Magistratsrat. Er nahm als Reserve-Offizier am Ersten Weltkrieg teil. Nach dem Krieg wurde er im Juni 1919 als Kandidat der BVP zum Bürgermeister von Augsburg gewählt. Im Dezember 1924 wurde er wieder gewählt. 

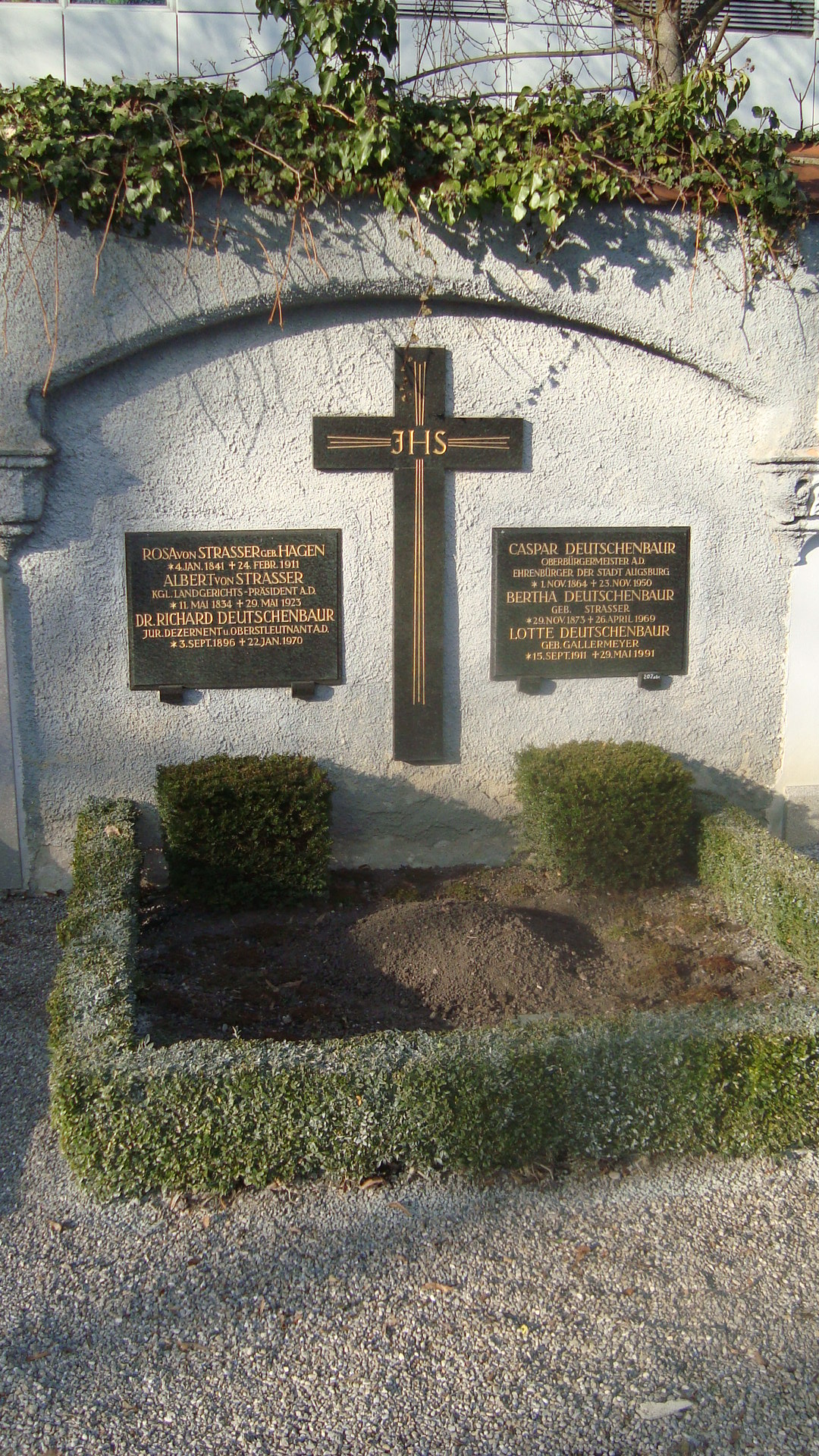
Grab von Caspar Deutschenbaur auf dem Katholischen Friedhof an der Hermanstraße

Nach dem Ende seiner Amtszeit als Oberbürgermeister wurde ihm am 30. Dezember 1929 die Ehrenbürgerwürde Augsburgs verliehen. Im Augsburger Stadtteil Pfersee ist die Deutschenbaurstraße nach ihm benannt worden.